# Naglo D.II
Die Naglo D.II war der Prototyp eines Doppeldecker-Jagdflugzeugs, das von der Naglo Bootswerft gegen Ende des Ersten Weltkriegs gebaut wurde.

## Geschichte
Die Naglo D.II behielt den Rumpf des D.I-Vierdeckers bei, war jedoch als Doppeldecker ausgelegt. Der einzige D.II-Prototyp (Seriennummer 1165/18) wurde Anfang 1918 geflogen und nahm Mitte 1918 am zweiten D-Flugzeug-Wettbewerb in Adlershof teil. Für dieses Flugzeug ist nur eine Idflieg-Zeichnung erhalten, und die D.II blieb nur ein Prototyp.